# Jacques Besombes
Jacques Besombes lebte in der ersten Hälfte des 18. Jahrhunderts und war ein bekannter Moraltheologe (Auctor rigidus). Er wurde zum Doktor der Theologie promoviert und später Provinzial der Provinz Toulouse der Congrégation de la doctrine chrétienne. Er verfasste das Werk Theologia moralis christiana in acht Bänden.

## Werke
- Moralis christiana ex Scriptura Sacra, Traditione, Conciliis, Patribus, & Insignioribus Theologis Excerpta. Toulouse, 1711 (8 Bände in 12°) (Digitalisat), 1745 (2 Bände in 4°)